# Comuna Drăgănești de Vede, Teleorman
Drăgănești de Vede (în trecut, Drăgănești-Țigănia) este o comună în județul Teleorman, Muntenia, România, formată din satele Drăgănești de Vede (reședința), Măgura cu Liliac și Văcărești.

## Demografie
Componența etnică a comunei Drăgănești de Vede
     Români (95,24%)
     Alte etnii (0,25%)
     Necunoscută (4,51%)
Componența confesională a comunei Drăgănești de Vede
     Ortodocși (93,67%)
     Adventiști (1,06%)
     Alte religii (0,56%)
     Necunoscută (4,71%)
Conform recensământului efectuat în 2021, populația comunei Drăgănești de Vede se ridică la 1.974 de locuitori, în scădere față de recensământul anterior din 2011, când fuseseră înregistrați 2.154 de locuitori. Majoritatea locuitorilor sunt români (95,24%), iar pentru 4,51% nu se cunoaște apartenența etnică. Din punct de vedere confesional, majoritatea locuitorilor sunt ortodocși (93,67%), cu o minoritate de adventiști (1,06%), iar pentru 4,71% nu se cunoaște apartenența confesională.

## Istorie
La sfârșitul secolului al XIX-lea, comuna făcea parte din plasa Târgului a județului Teleorman, și mai era cunoscută sub numele de Drăgănești-Țigănia, fiind alcătuită doar din satul reședință cu aceiași denumire. În comună funcționa o școală mixtă cu 38 de elevi și o biserică.
Anuarul Socec din 1925 consemnează comuna în plasa Roșiorii de Vede a aceluiași județ, și era alcătuită din satele Drăgănești, Țigănia și Văcărești cu o populație de 1778 de locuitori. În anul 1931, comuna era împărțită în satele Atârnați, Drăgănești, Țigănia și Văcărești.
În anul 1950, comuna a trecut în administrația raionului Roșiorii de Vede al regiunii Teleorman, raion care, doi ani mai târziu, a fost inclus în regiunea București. Între timp, satul Țigănia este retrocedat comunei Vedea, iar în anul 1964, satul Atârnați a primit numele de Măgura cu Liliac.
În anul 1968 a trecut la județul Teleorman având actuala structură.

## Politică și administrație
Comuna Drăgănești de Vede este administrată de un primar și un consiliu local compus din 11 consilieri. Primarul, Marius Stanciu[*], de la Partidul Social Democrat, este în funcție din octombrie 2020. Începând cu alegerile locale din 2024, consiliul local are următoarea componență pe partide politice:
|  | Partid                    | Consilieri | Componența Consiliului | Componența Consiliului | Componența Consiliului | Componența Consiliului | Componența Consiliului | Componența Consiliului |
|  | ------------------------- | ---------- | ---------------------- | ---------------------- | ---------------------- | ---------------------- | ---------------------- | ---------------------- |
|  | Partidul Social Democrat  | 6          |                        |                        |                        |                        |                        |                        |
|  | Partidul Național Liberal | 5          |                        |                        |                        |                        |                        |                        |

## Atracții turistice
- Rezervația naturală Pădurea Pojorâtele (58 ha)
- Așezarea de tip tell de la Măgura cu Liliac